# Pina Manique

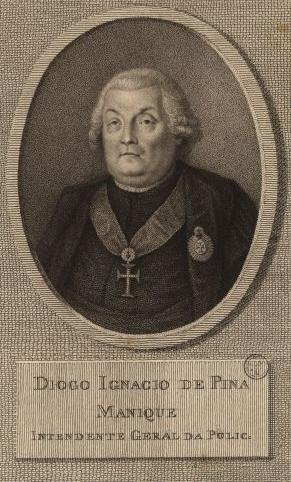
Dom Diogo Pina Manique, Reichspolizeipräsident von Portugal im 18. Jahrhundert

Dom Diogo Inácio de Pina Manique (*  3. Oktober 1733 in Lissabon, Portugal; †  30. Juni 1805 ebendort) war ein portugiesischer Jurist, Polizeichef und Reichskanzler von Portugal. Der mit absoluter Härte gegen Andersdenkende vorgehende Präfekt war neben dem Marquês de Pombal der mächtigste Mann des 18. Jahrhunderts in Portugal.

## Leben
Der als sehr introvertiert geltende Mann beendete sein Studium der Rechtswissenschaften in Coimbra 1758. Er war zunächst als Kriminalrichter von 1758 bis 1765, dann von 1765 bis 1774 als Steuerrichter für die Provinzen Paraíba und Pernambuco sowie später auch als Berufungsrichter tätig. Er galt als potenzieller Nachfolger des Marquês de Pombal.

### Das Amt des Polizeichefs von Portugal
1780 wurde er zum Polizeichef des Reiches und für Übersee (Intendente-Geral de Portugal) unter Königin Dona Maria da Gloria I. ernannt. Sein Status war der eines Ministers und Mitgliedes im Königlichen Rat von Portugal. 1781 wurde er Reichszollbeauftragter für Zucker.
Er war er Begründer und seit 1781 auch der erste Chef des ersten Jungenwaisenhauses Portugals, das bis heute existiert, Casa Pia. Hier zeigten sich die wenigen sozialen Ansätze, die er auch später im Bezug auf die Unterstützung armer Bauern im Geiste Rousseau anwandte: Die Jungen sollten von der Straße geholt, erzogen und ausgebildet werden, um eine kriminelle Karriere schon im Voraus im Keim zu ersticken. Seine Aufgabe bestand in der Kriminalitätsbekämpfung, Sitten- und Moralpolizei, Aufrechterhaltung der öffentlichen Ordnung und Kontrolle der Stadtbevölkerung. Schmuggel, Korruption und Steuerhinterziehung wurden von ihm nachhaltig bekämpft.
1791 wurde ihm zu Ehren ein Dorf geschenkt, das er zur neuen Hauptstadt Portugals ausbauen wollte. Heute steht hier die kleine Gemeinde Manique do Intendente mit ca. 2500 Einwohnern.
Während seiner Amtszeit als Polizeichef ging er auch unbarmherzig und grausam gegen Andersdenkende vor. Das Land und seine Kolonien waren mit einem ausgeklügelten Spitzelsystem überzogen, Verrat und Denunziation an der Tagesordnung. Er ließ Bücher beschlagnahmen und Künstler, Dichter, Intellektuelle, Freidenker, auch manche Freimaurer wurden verfolgt verhaftet, gefoltert und nicht selten auch ermordet, die Opfer gingen in die Hunderte, etliche gingen ins Exil. Pina Manique zeigte sich vor allem als loyaler Schutzherr von Krone, Adel und Klerus, schützte den Absolutismus und erstickte jeden Verdacht auf Aufklärung und Liberalität im Zuge der Französischen Revolution. Zu den verfolgten Dichtern gehörte die Lyrikerin Alcipe, die durch die Gründung des Geheimbundes „Sociedade de Rosa“ ins Blickfeld von Pina Maniques Polizei kam und das Land verlassen musste und ins Exil ging. Durch ihn konnten sich die Ideen der Aufklärung in Portugal nicht ausbreiten und durchsetzen. Diese Auswirkungen sind teilweise bis heute in Portugal zu spüren.

### Reichskanzler von Portugal und Übersee
Im Jahr 1799 übernahm Marias Sohn Johann offiziell die Regierungsgeschäfte als Prinzregent im Namen seiner verwitweten Mutter.
1801 wurde Pina Manique dann der offizielle Titel „Intendente-Geral do Rei“ verliehen; 1803 wurde er zum neugeschaffenen Amtsträger des Reichskanzlers von Portugal und Übersee, faktisch Regierungschef und zweitmächtigster Mann des Reiches nach Prinzregent Johann. Aufgrund von Meinungsverschiedenheiten mit General Jean Lannes, dem französischen Botschafter in Portugal, wurde der Prinzregent von Napoleon Bonaparte am 14. März 1803 gezwungen, Pina Manique aus seinen Ämtern zu entlassen.
1805 starb er in Lissabon an den Folgen einer Krebserkrankung.

## Ehrungen
Der Lissaboner Stadtteil Intendente ist nach ihm benannt, auch gibt es in Lissabon ein Fußballstadion und eine U-Bahn-Station, die seinen Namen tragen. In Azambuja und Oeiras sind Straßen nach ihm benannt, in Lissabon ein Platz. Der Ort Manique do Intendente trägt seinen Namen.